# Wings of a Dove
Wings of a Dove è un singolo del gruppo musicale britannico Madness, pubblicato nel 1983.
Il brano, scritto da Suggs e Chas Smash, è stato incluso in seguito nella versione statunitense dell'album Keep Moving.
Esso è inoltre incluso nella colonna sonora del film 10 cose che odio di te (1999).

## Tracce
- 7"

1. Wings of a Dove
2. Behind the 8 Ball

- 12"

1. Wings of a Dove (Blue Train Mix)
2. Behind the 8 Ball
3. One's Second Thoughtlessness